# ТТ
Пистолет обр. 1933 г. (ТТ, Тульский Токарева, индекс ГРАУ — 56-А-132) — самозарядный пистолет, разработанный в 1930 году советским конструктором Фёдором Васильевичем Токаревым. Первый самозарядный пистолет советской  разработки, принятый на вооружение в СССР.

## История
Пистолет ТТ был разработан для конкурса 1929 года на новый  армейский пистолет, объявленного с целью замены револьвера «наган» и нескольких моделей револьверов и пистолетов иностранного производства, находившихся на вооружении Красной Армии к середине 1920-х годов. В качестве штатного патрона был принят немецкий патрон 7,63×25 мм Маузер, который в значительных количествах закупался для состоявших на вооружении пистолетов Mauser C96.
Конкурсная комиссия во главе с М. Ф. Грушецким сочла пистолет конструкции Ф. В. Токарева наиболее подходящим для принятия на вооружение при условии, что будут устранены выявленные недостатки. Требования комиссии включали повышение точности стрельбы, облегчение усилия спуска и безопасности в обращении. За несколько месяцев работы недостатки были устранены. 13 декабря 1930 года было принято решение о дополнительных испытаниях.
По результатам испытаний в конкурсе победил пистолет ТТ, созданный конструкторской группой под руководством Ф. В. Токарева в проектно-конструкторском бюро Тульского оружейного завода. 12 февраля 1931 года Реввоенсовет СССР заказал первую партию из 1000 пистолетов для всесторонних войсковых испытаний. В том же году пистолет Токарева был принят на вооружение под официальным обозначением «7,62-мм самозарядный пистолет обр. 1930 г.» вместе с патроном 7,62×25. Пистолет, получивший название ТТ (Тульский Токарева), был простым и технологичным в производстве и эксплуатации.
В это же время СССР купил у немецкой фирмы Mauser лицензию на производство патрона и начал выпуск под обозначением «7,62-мм пистолетный патрон „П“ обр. 1930 г.».
В 1930—1932 годах было выпущено несколько тысяч экземпляров. С целью повысить технологичность производства в 1932—1933 гг. оружие подверглось модернизации: боевые выступы ствола не фрезеровали, а выполняли токарной обработкой; рама изготавливалась цельной, без съёмной крышки рукоятки; были доработаны разобщитель и спусковая тяга. В начале 1934 года новый пистолет был принят на вооружение под наименованием «7,62-мм самозарядный пистолет обр. 1933 г.».
В 1939 году группа конструкторов во главе с Токаревым создала вариант пистолета с более массивной рукоятью и магазином на 12 патронов (для чего его защёлка была перенесена). Значительно уменьшилась вероятность самопроизвольного выстрела. Дальнейшей доработке пистолета помешала Великая Отечественная война.
В ноябре—декабре 1941 года оборудование для изготовления ТТ было перенесено в Ижевск. В течение 1942 года на Ижевском машиностроительном заводе № 74 удалось произвести 161 485 пистолетов Токарева. Также в 1942 году Ижевский завод № 74 выпустил небольшую партию пистолета Токарева с двухрядным магазином на 15 патронов. Толщина рукоятки у такой модификации составила 42 мм (против 30,5 мм у штатного ТТ). Защёлка магазина была перенесена в основание рукоятки.
В 1944 году прошёл полигонные испытания модернизированный вариант пистолета Токарева с магазином на 16 патронов, разработанный конструктором Ижевского механического завода № 622 Г. В. Севрюгиным.
В 1947 году ТТ был вновь модифицирован с целью уменьшения его себестоимости: крупные вертикальные выточки, чередующиеся с мелкими пазами на кожухе-затворе для удобного оттягивания затвора, были заменены на мелкие выточки (рифление).
После войны пистолет Токарева пользовался популярностью в криминальных кругах из-за доступности, обусловленной большими запасами на военных складах и, соответственно, невысокой ценой на чёрном рынке, а также из-за того, что множество единиц данного оружия не было внесено в пулегильзотеку, что затрудняло идентификацию единицы оружия и прослеживание истории её применения. Широко описываемая в литературе и СМИ тактика исполнителей заказных убийств, когда для выполнения заказа использовался специально приобретённый пистолет ТТ, который убийца после применения оставлял на месте преступления, создало ТТ имидж «пистолета для киллеров». В 1990-е годы к пистолетам производились кустарные глушители.

## Конструкция
Пистолет ТТ является самозарядным пистолетом, действующим за счёт отдачи при коротком ходе ствола. Схема запирания канала ствола идентична конструкции М. Браунинга, использованной в пистолете M1911: перекос ствола в вертикальной плоскости с использованием серьги, соединяющей казённую часть ствола с рамкой.
Вместе с тем, пистолет имеет оригинальные конструкторские решения, направленные на удобство обращения с оружием: объединение ударно-спускового механизма в отдельном едином блоке-колодке, который при разборке оружия свободно отделяется от рамы для чистки и смазки; размещение боевой пружины в курке, что сократило продольную ширину рукоятки; крепление щёчек рукоятки при помощи закреплённых на них изнутри поворотных планок, упрощающих разборку пистолета, отсутствие предохранительного механизма — его функцию выполнял предохранительный взвод курка.
УСМ одинарного действия. Ударный механизм выполнен единым блоком, что упрощало заводскую сборку (несколько лет спустя швейцарский оружейник Шарль Петтер применил такую же компоновку во французском пистолете «Модель 1935»).
Пистолет не имеет предохранителя как отдельной детали, его функции выполняет предохранительный взвод курка. Для снятия курка с предохранительного взвода нужно взвести курок. Чтобы поставить взведённый курок на предохранительный взвод, его сначала нужно спустить, придерживая его и нажимая на спуск. Для постановки спущенного курка на предохранительный взвод нужно немного отвести курок назад. После этого будет заблокирован спуск и затвор, а курок не будет касаться ударника. Это исключает возможность выстрела при падении пистолета или случайном ударе по головке курка.
Носить пистолет с патроном в патроннике со спущенным курком запрещено, так как при воздействии на спущенный курок, например, от удара при падении, может произойти выстрел.
На левой стороне рамки находится рычаг затворной задержки. По израсходовании магазина затвор встаёт на задержку в заднем положении. Для снятия затвора с задержки нужно опустить рычаг затворной задержки.
Магазин вмещает 8 патронов. Кнопка защёлки магазина находится на левой стороне рукоятки, у основания спусковой скобы, как у Colt M1911.
Попадания при стрельбе на 50 м в каждой из 10 серий по 10 выстрелов укладываются в круг радиусом 150 мм.
Прицельные приспособления состоят из мушки, выполненной заодно с затвором, и целика, впрессованного в паз типа «ласточкин хвост» в задней части затвора. Щёчки рукоятки изготавливались из бакелита или (в годы войны) из древесины (орех).

## Достоинства и недостатки
Пистолет ТТ отличается простотой конструкции и в силу этого — невысокой себестоимостью производства и лёгкостью в обслуживании. Мощный патрон обеспечивает высокую проникающую способность и дульную энергию около 500 Дж. Пистолет имеет короткий лёгкий спуск и обеспечивает значительную точность стрельбы, опытный стрелок способен поразить цель на дистанциях более 50 метров. Пистолет плоский и достаточно компактный, что удобно для скрытого ношения. Однако в ходе эксплуатации проявились и недостатки.
До Великой Отечественной войны военными выдвигалось требование, чтобы из пистолета можно было вести огонь через амбразуры танка. ТТ не удовлетворял этому условию. Многие специалисты считают данное требование абсурдным.
Ещё одним недостатком является плохая фиксация магазина. Большой палец стрелка расположен точно на кнопке защёлки магазина, которая довольно чувствительна; при неосторожном движении пальца могло произойти непроизвольное выбрасывание магазина.
Имели место случаи непроизвольного выстрела.
Эргономичность ТТ вызывает много нареканий по сравнению с другими конструкциями. Угол наклона рукоятки невелик, форма её не способствует удобному удержанию оружия.
Пистолет ТТ отличается настильностью траектории и высоким пробивным действием остроконечной пули, которая способна пробить армейскую каску или лёгкие бронежилеты. Пробивное действие пули ТТ превышает пробивное действие пули патрона 9×19 мм Парабеллум (после выстрела из пистолета ТТ пуля «7,62 П» со свинцовым сердечником пробивает бронежилеты I класса защиты, но бронежилеты II класса не пробивает даже при выстреле в упор. Пуля «Пст» со стальным сердечником пробивает бронежилеты II класса защиты, или NIJ IIIA+ по американской классификации). Вместе с тем, по останавливающему действию 7,62-мм пули ТТ уступают действию пули патрона 9×19 мм. Впрочем, в пистолете ТТ возможно использование нескольких вариантов патронов 7,63×25 мм «Mauser» с пулями повышенного останавливающего действия:
- .30 Mauser LLC — патрон с безоболочечной свинцовой пулей фирмы «Old Western Scrounger» (США);
- патрон с экспансивной пулей фирмы «Old Western Scrounger» (США);
- 7,62×25 мм Tokarev Magsafe Defender — патрон с пулей повышенного останавливающего действия фирмы «Magsafe» (США).

## Варианты и модификации

### Пистолеты производства СССР
- «7,62-мм самозарядный пистолет обр. 1930 г.» — первая серийная модификация, всего в 1931—1935 гг. было выпущено не более 93 тыс. шт.[10]
- «7,62-мм самозарядный пистолет обр. 1933 г.» (довоенный выпуск) — с целью повышения технологичности в производстве, были внесены изменения в конструкцию спускового механизма (спусковой тяги и разобщителя), упрощена форма ствола и рамки (задняя стенка рукоятки была сделана цельной, без отделяющейся крышки). К 22 июня 1941 года на вооружение Красной Армии поступило около 600 тыс. пистолетов ТТ[источник не указан 4626 дней].
- 7,62-мм учебный самозарядный пистолет обр. 1933 г. — учебный вариант пистолета Токарева, выпускавшийся перед войной. От боевого отличался только карболитовыми щёчками, окрашенными в зелёный цвет (а не чёрный). Рядом с заводским номером выбивались буквы «УЧ»[11].
- «7,62-мм самозарядный пистолет обр. 1933 г.» (выпуск военного времени) — отличался упрощённой конструкцией и худшим качеством обработки деталей; на некоторые пистолеты устанавливали деревянные щёчки.
- «7,62-мм самозарядный пистолет обр. 1933 г.» (выпуск послевоенного времени)

### Пистолеты иностранного производства
- ВНР — на вооружении Венгерской народной армии; в 1948—1960 годах на предприятии «FEG» под названием «Tokarev 48M» выпускалась точная копия советского ТТ (с гербом ВНР на накладках рукояти). В конце 1950-х годов был разработан модернизированный вариант — ТТ-58, с более удобной рукоятью, выполненной по типу рукоятки пистолета Walther P38 и изменённой конструкцией магазина.
- Вьетнам — во время войны во Вьетнаме партизаны НФОЮВ в полевых условиях собирали пистолеты ТТ из китайских комплектующих, в дальнейшем было освоено производство пистолета K14-VN (вариант с 13-зарядным магазином).
- Египет — в конце 1950-х годов для Египта на предприятии «FEG» был начат выпуск оснащённой предохранителем модификации ТТ-58 под патрон 9×19 мм Парабеллум. Пистолет «Tokagypt-58» поступал на вооружение египетской полиции. Всего было произведено до 15 тысяч этих пистолетов, причём часть пистолетов была продана на коммерческом рынке, в основном в ФРГ, под маркой «Firebird».

- Китай — выпускался в нескольких модификациях:

- «тип 51» — армейский пистолет, копия советского ТТ.
- «тип 54» — армейский пистолет, копия советского ТТ, находился на вооружении армии КНР до 1971 года. Производился на экспорт под наименованием M20.
- «модель 213» — коммерческий вариант производства компании «Norinco» под патрон 9×19 мм или .38 Super с магазином на 8 патронов.
- «модель 213А» — коммерческий вариант производства компании «Norinco» под патрон 9×19 мм с магазином на 14 патронов.
- «модель 213В» — коммерческий вариант производства компании «Norinco» под патрон 9×19 мм или .38 Super, оснащённый неавтоматическим предохранителем, блокирующим курок.

- КНДР — копия пистолета ТТ, выпускалась под названием «тип 68».
- ПНР — пистолет производился под названием PW wz.33 (Pistolet Wojskowy wzor 33 — армейский пистолет образца 1933 года) и состоял на вооружении до конца 1960-х годов. Отличался от советских ТТ маркировкой на затворе и накладках рукояти.
- СР Румыния — в 1950-е годы выпускалась копия пистолета ТТ под названием Cugir Tokarov.
- Югославия

- Застава М54 — копия советского ТТ обр. 1933 года, выпуск начат в феврале 1954 года
- Застава М57 — модернизированный вариант ТТ с увеличенной до 9 патронов ёмкостью магазина, разработан в 1956—1960 гг., серийно выпускался с 1961 по 1990 год.
- Застава M70 — компактный вариант армейского пистолета Застава М57 под менее мощные патроны 7,65×17 мм или 9×17 мм (9мм Kratak).
- Застава М70А — модернизированный вариант пистолета Застава М57 под патрон 9×19 мм Парабеллум, выпуск которого начался в начале 1970-х.
- Застава М88 — модернизированный вариант пистолета Застава М57 под патроны 9×19 мм Парабеллум и .40 S&W.
- Застава Z10 (M93) — модернизированный вариант пистолета Застава М57 под патрон 10 AUTO
- Застава M97 (P45) — модернизированный вариант пистолета Застава М57 под патрон 45ACP

- Ирак — копия советского ТТ состояла на вооружении армии Ирака более тридцати лет.
- Пакистан — копия китайского ТТ выпускалась на предприятии POF (Pakistani Ordnance Factories) для полиции. Кроме того, известны случаи изготовления копий ТТ в полукустарных условиях оружейными мастерскими в районе перевала Хайбер.
- США -TTBell2020TTBell2020 первый Токарев с 3D-печатной рамкой. Изготовлен по технологии горизонтальной печати и ультразвуковой сварки двух противоположных частей. Создан и испытан в 2020 году. Имеет магазин на 8 патронов и калибр 7,62 × 25 мм. Его вес без патронов составляет 662 г (21,95 унции).

## Конверсионные варианты и модификации

### Спортивное оружие
- Tokarev Sportowy[англ.] — спортивный пистолет польского производства под малокалиберный патрон .22 Long Rifle с вкладышами по форме стандартного патронника под патрон 7,62×25 мм.
- в 1950-е годы в СССР на базе ТТ был создан спортивно-тренировочный пистолет Р-3 под малокалиберный 5,6-мм патрон, имевший свободный затвор (конструктор Г. В. Севрюгин).
- в мае 2012 года в России пистолет ТТ был сертифицирован в качестве спортивного оружия под наименованием спортивный пистолет С-ТТ[13].

### Травматическое оружие
На базе пистолета разработаны несколько вариантов травматического гражданского оружия самообороны.
- ВПО-501 «Лидер» — «бесствольный» травматический пистолет под патрон 10×32 мм Т. Разработан и выпускается с 2005 года Вятско-Полянским машиностроительным заводом «Молот». В соответствии с криминалистическими требованиями, в конструкцию внесены изменения, исключающие возможность стрельбы боевыми патронами.
- ВПО-509 «Лидер-М» — «бесствольный» травматический пистолет под патрон 11,43×32 мм Т. Разработан Вятско-Полянским машиностроительным заводом «Молот».
- ТТ-Т — травматический пистолет под патрон 10×28 мм Т. Разработан и производится на ОАО «Завод им. В. А. Дегтярёва». В продаже с 2011 года. Имеет конструктивные отличия от боевого ТТ: ствол с удалёнными нарезами; в канале имеется одна перегородка-штифт, препятствующая стрельбе твёрдым предметом.[14]
- MP-81 — травматический пистолет под патрон 9 мм P.A. Разработан и выпускается с 2008 года Ижевским механическим заводом. В конструкции сохранены основные узлы базовой модели: (рамка, затвор, ударно-спусковой механизм), полностью сохранена подлинная историческая маркировка оригинала и идентичность приёмов обращения с пистолетом.
- MP-82 — вариант MP-81 под патрон .45 rubber, разработанный и представленный в виде макета в 2008 году Ижевским механическим заводом. Серийно не производился.
- ТТР — травматический пистолет под патрон 9 мм P.A. (производитель — ООО «СОБР», г. Харьков)[15].
- ТТ-ГТ — гладкоствольный травматический пистолет под патрон 9 мм P.A. (производитель — ООО «Эрма-Интер», г. Киев).

### Пневматическое оружие
Выпускаются несколько вариантов 4,5-мм пневматических пистолетов: МР-656k (выпуск прекращён в 2013 году на основании требования Закона о запрете переделки боевого оружия), Gletcher TT, Gletcher TT NBB, ТТП «Собр», Crosman C-TT, KSC/KWA TT-33.

### Сигнальные версии
- с 2011 года выпускался Сигнальный пистолет ТТ-С, сделанный на базе пистолета ТТ-Лидер (выпуск прекращён в 2013 году на основании требования Закона о запрете переделки боевого оружия). Для стрельбы используются капсюли «жевело» или КВ21.
- на выставке «Оружие и охота — 2014» в Москве компанией ООО «Молот армз» был представлен охолощённый вариант пистолета ТТ, МА-ТТ-СХ, под холостой патрон 10×31 мм.
- С 2022 года, Турция производит стартовый ТТ SUR 33 black (ТТ - Тульский Токарев ANSAR 1071) калибра 9 мм, с магазином на 7 патронов.

## Эксплуатация и боевое применение

### 1930—1945
- СССР — пистолеты ТТ состояли на вооружении советских вооружённых сил, войск НКВД[16], а в период Великой Отечественной войны также поставлялись советским партизанам и поступали на вооружение иностранных воинских формирований на территории СССР.
- Финляндия — трофейные пистолеты ТТ, захваченные в ходе советско-финской войны 1939—1940 гг. и «войны-продолжения» 1941—1944 гг. находились на вооружении финской армии до 1951 г. В 1959—1960 гг. пистолеты были проданы американской компании «Interarmco».
- Третий рейх — трофейные ТТ под наименованием Pistole 615(r) поступали на вооружение Вермахта, СС и иных военизированных формирований нацистской Германии и её сателлитов.
- Югославия — поставки для Народно-освободительной армии Югославии начались 15 мая 1944 года, продолжались до 1947 года[12].

### После 1945
После войны ТТ поставлялся поддерживаемым СССР государствам и движениям (в частности, армиям стран Организации Варшавского Договора).
- СССР — производство пистолета продолжалось до 1952 года и было прекращено в связи с принятием на вооружение 9-мм пистолета Макарова. В дальнейшем ТТ был снят с вооружения и постепенно заменён ПМ — к началу 1960-х годов в Советской Армии (несколько дольше он сохранялся на вооружении тыловых и вспомогательных подразделений), к середине 1970-х — в милиции[1], однако в подразделениях военизированной охраны он сохранился и в последующее время[17]. На складах мобилизационного резерва пистолеты ТТ хранились по меньшей мере до начала 1990-х гг. Пограничные войска использовали ТТ вплоть до 2000 года.[уточнить]

- ТТ также использовался геологическими предприятиями (по меньшей мере до 2000 г.). По нормам положенности Мингео СССР, пистолетом могли быть вооружены руководящие работники геологических партий и экспедиций.

- Югославия — после войны советские ТТ оставались на вооружении Югославской Народной Армии по меньшей мере до 1968 года[12].
- Албания — полученные после 1945 года пистолеты ТТ оставались на вооружении албанской армии по меньшей мере до 1994 года[18]
- Армения: на вооружении отдельных категорий сотрудников полиции пистолеты ТТ оставались даже в 2011 году[19];
- Венгрия — вариант под названием 48M на вооружении Венгерской народной армии.
- Вьетнам — принят на вооружение под наименованием К54, продолжают использоваться в войсках[20]
- Индонезия - вооружённые силы Индонезии (несмотря на решение провести стандартизацию используемого стрелкового оружия и перевооружить войска пистолетами под патрон 9х19 мм, даже в 2019 году на вооружении армейских подразделений находились различные пистолеты под разные боеприпасы - в том числе пистолеты ТТ)[21]
- Россия — в декабре 1998 года ТТ был официально принят на вооружение Федеральной службы судебных приставов[22]. По меньшей мере до июля 2002 года пистолеты ТТ находились на вооружении вневедомственной охраны МВД РФ[23]. В декабре 2005 года внесён в перечень наградного оружия[24]. По состоянию на середину 2006 года, состояли на вооружении подразделений ФГУП «Охрана» МВД РФ[25], сотрудников фельдъегерской службы и инкассаторов[26].
- Беларусь — по состоянию на 2021 год, пистолеты ТТ состоят на вооружении служб инкассации ряда банков и военизированной охраны Белорусской железной дороги[27]. Внесён в перечень наградного оружия[28].
- Казахстан — на вооружении военизированной охраны железнодорожного транспорта[29] и инкассаторов Национального Банка Республики Казахстан[30].
- Латвия — на вооружении армии по меньшей мере до октября 2001 года[31].
- Молдова - в 2015 году оставались на вооружении молдавской армии (использовались в качестве учебно-тренировочного оружия для обучения стрельбе курсантов военной академии и офицеров)[32]
- Монета Банка России. 25 рублей, 2020г., реверс, анциркулейтед. Медно-никелевый сплав. Серия «Оружие Великой Победы (конструкторы оружия)». Конструктор Ф.В. Токарев, пистолет ТТ. Украина — в начале 1990-х годов некоторое количество ТТ со складов мобилизационного резерва министерства обороны Украины было передано на вооружение некоторых подразделений патрульно-постовой службы милиции, также они использовались для обучения стрельбе курсантов и сотрудников МВД Украины (в связи с дефицитом патронов 9×18 мм)[33]. По состоянию на 14 июля 2005 года, на хранении министерства обороны имелось 95 000 шт. пистолетов ТТ (75 000 исправных и 20 000 предназначенных к утилизации)[34]. 23 ноября 2005 года правительство Украины подписало соглашение с Агентством НАТО по материально-техническому обеспечению и снабжению (NAMSA), в соответствии с которым приняло на себя обязательства начать уничтожение избыточных запасов вооружения и боеприпасов в обмен на предоставление материально-финансовой помощи. Началась распродажа излишнего оружия (в том числе, ТТ)[35]; по состоянию на 15 августа 2011 года, на хранении министерства обороны оставалось 10 000 пистолетов ТТ[36], ещё 5500 шт. находилось на хранении министерства внутренних дел Украины[37]. Находится на вооружении государственной службы охраны[38] и прокуратуры[39][40][41]. Также является наградным оружием[42]. По состоянию на июнь 2014 года, оставались на вооружении железнодорожной охраны[43] и инкассаторов[44].

## Нумизматика
- 7 февраля 2020 года Банк России выпустил в обращение памятную монету номиналом 25 рублей «Конструктор оружия Ф. В. Токарев» из серии «Оружие Великой Победы» (конструкторы оружия) с изображением пистолета ТТ[45];